# 旧嘉南大圳組合事務所
旧嘉南大圳組合事務所（きゅうかなんたいしゅうくみあいじむしょ）は台湾台南市中西区にある中華民国直轄市定古蹟の建築物。
日本統治時代末期に水利組合事務所として建てられ、現在も嘉南農田水利会が使用している。

## 沿革

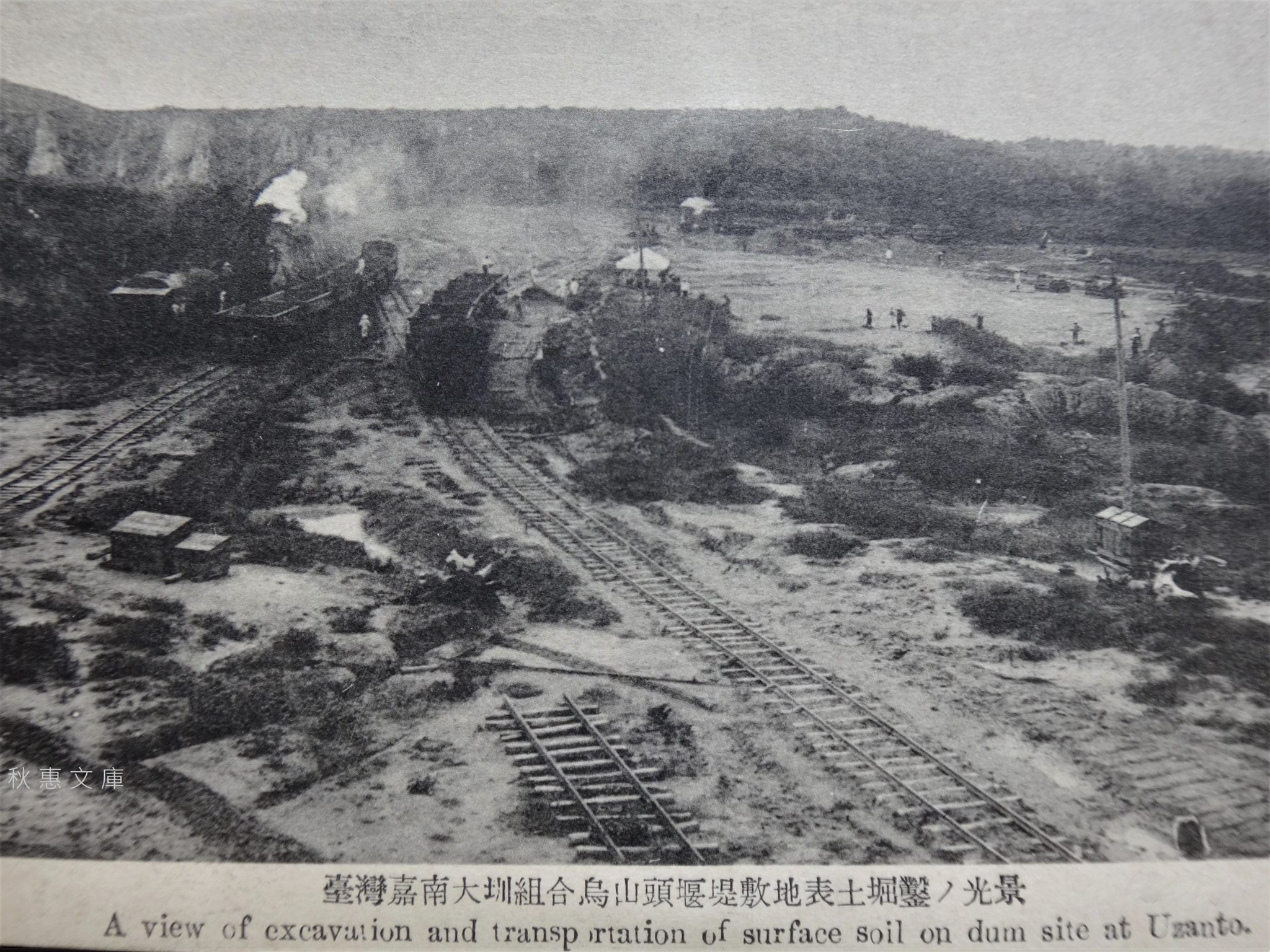
烏山頭ダム建設用鉄道

総督府が補助金を交付し、民間が工事を行う形式で烏山頭ダムが建設されることになり、民間側の受け皿として「公共埤圳嘉南大圳組合」が設立された。これが現在の嘉南農田水利会の前身となる
1907年（明治40年）6月21日、台湾総督府が土木局水利課を設置。同時に総督府水利委員会も設立される。同年7月30日に「公共埤圳聯合會規則」を発表。
翌年2月29日、「官設埤圳規則」を公布し、地方長官が認定する公共関連埤圳は政府が管轄・出資する形態となった:94。
1920年（大正9年）9月、台湾の官設埤圳は各地の州が管理する形態となった。嘉義庁および台南庁では潅漑・排水設備の改善要望が高まり、翌1919年受益者となる農民が嘉南大圳建設のための「公共埤圳嘉南大圳組合」を設立。総督府から出向してきた八田與一が組合の烏山頭出張所所長に就任した。嘉南大圳は1930年（昭和5年）に完工、初代管理人は永山止米郎が務めている。
烏山頭ダム建設のために先立って整備された鉄道は嘉南大圳組合の運営だった。
組合事務所は設立最初は嘉義郡嘉義街（現・嘉義市）にあったが1931年に台南庁台南市の台南庁舎（その後の台南州庁）内に移転。
業務拡張で手狭となったため、州庁に隣接する台南警察署南向かいに台南州土木課の住谷茂夫による設計で新事務所が落成:95(p228)。
施工は（旧台南合同庁舎の前身となる消防組で火の見櫓を建造した住吉秀松から住吉組を受け継いだ中井組の）中井清枝(p228)。1940年（昭和15年）12月23日に開山神社の神主による式典が行われた(p228)。
第二次世界大戦終結前後で周辺の組合との統廃合を繰り返しながらも1956年に発足した嘉南農田水利会が引き続き使用し、建物は1998年6月26日に市定古蹟登録がなされた:95。
隣接する旧警察署が2019年に美術館へリニューアルされているが、将来美術館の展示スペースが不足した際はこの水利会事務所と空中回廊で連結し、旧警察署側の空間不足をここで補うことできるよう2012年に合意が交わされている。

## 建築

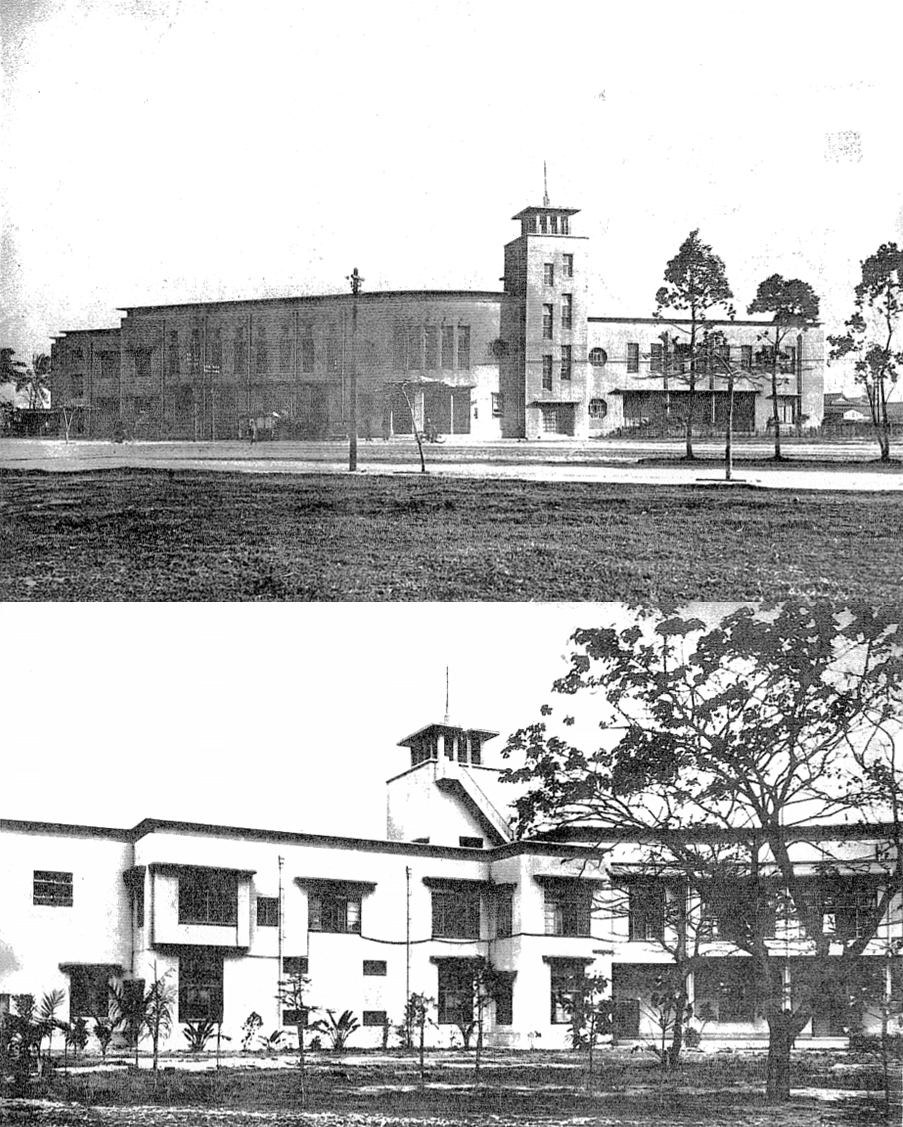
高雄州商工奨励館

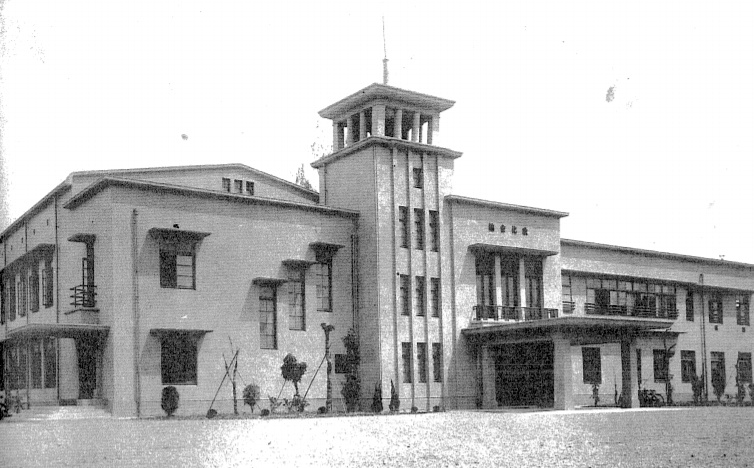
台中教化会館

友愛街と南門路交差点南東角に位置する。周辺の特色ある戦前日本による建築物群より簡素な装飾であるのは戦時中の物資不足であったことや、1930年代以降に世界的に流行したモダニズム建築（近代建築）・機能主義の影響を過渡的に反映している(p228)。
従来の近代建築に多かった西洋化一辺倒から脱し、実用性を重視した造りになっているのは同時期に建てられた高雄州商工奨励館（1937年）や台中州教化会館（1936年）と似ている(p229)。
フラットな「L」字型で友愛街沿いの南北方向に延びる西側が短く、南門路沿いの東西方向に延びる北側が長くなっている(p228):235。
外壁は簡素な柱（西側5本、北側7本(p229,231)）だが、頭部には柱頭が施されている(p228)。
屋上は西側が寄棟造(p229,233)、北側は平らな陸屋根ともに3階建てで(pp229-230)、両方の棟が合わさる北西角の部分は階段や水回りの設備があり少し高くなっている(pp228-231)。
北側にある主入口は門廊がなく、庇だけの簡素な造りになっている。
階段部分は建物の中でも装飾が最も多い部分で:95(p233)、北側棟の東端には副入口と階段がある:235。
北側棟は全室がオフィススペースで、西側棟の下層部分は倉庫に、上層部は100人規模が収容できる大会議室（2階）で構成されている(p229):154。
屋内の天井はコーベル（現地表記は牛腿）が施されている。北側棟は戦前は2階建てだったが、戦後に増築されて西側と同じ3階建てになった(pp229-230)。

## 周辺
古蹟や歴史建築などが集中している。
民生緑園文化園区
- 民生緑園圓環（現・湯徳章紀念公園）
- 旧台南警察署（現・台南市美術館1館）
- 旧台南州庁（現・国立台湾文学館）
- 旧台南州会
- 旧台南測候所
- 旧台南合同庁舎（現・消防史料館）
- 旧日本勧業銀行台南支店（現・台湾土地銀行台南支店）
- ハヤシ百貨店
- 旧台南公会堂（中国語版）
- 旧台南地方法院（現・司法博物館）
- 鄭成功祖廟
- 台南神社（現・台南市美術館2館）

孔廟文化園区
- 台南孔子廟
- 旧台南武徳殿（中国語版）

など